# Grand Prix de Pau 1949
Grand Prix de Pau 1949 je bila tretja dirka za Veliko nagrado v Sezoni Velikih nagrad 1949. Odvijala se je 18. aprila 1949 v mestu Pau. 

## Rezultati

### Dirka
| Poz   | Dirkač                                 | Moštvo                       | Dirkalnik         | Krogi | Čas/Odstop |
| ----- | -------------------------------------- | ---------------------------- | ----------------- | ----- | ---------- |
| 1     | Juan Manuel Fangio                     | Officine Alfieri Maserati    | Maserati 4CLT     | 110   | 3:36:11.9  |
| 2     | Emmanuel de Graffenried                | Privatnik                    | Maserati 4CLT     | 110   | 3:36:28.7  |
| 3     | Benedicto Campos                       | Privatnik                    | Maserati 4CLT     | 109   | +1 krog    |
| 4     | Louis Chiron Guy Mairesse              | Privatnik                    | Talbot-Lago T26C  | 108   | +2 kroga   |
| 5 Ods | Louis Rosier Eugene Chaboud            | Privatnik                    | Talbot-Lago T26C  | 108   | +2 kroga   |
| 6     | Maurice Trintignant                    | Equipe Gordini               | Simca-Gordini T11 | 107   | +3 krogi   |
| 7 Ods | Robert Manzon                          | Equipe Gordini               | Simca-Gordini T11 | 98    | +12 krogov |
| 8     | Georges Grignard Yves Giraud-Cabantous | Privatnik                    | Talbot-Lago T26C  | 91    | +19 krogov |
| Ods   | Nello Pagani                           | Scuderia Achille Varzi       | Maserati 4CLT     | 46    |            |
| Ods   | Charles Pozzi                          | Privatnik                    | Talbot-Lago T26SS | 23    |            |
| Ods   | Harry Schell                           | Horschell Racing Corporation | Talbot-Lago T26C  | 23    |            |
| Ods   | Pierre Levegh                          | Automobiles Talbot Darracq   | Talbot-Lago T26C  | 16    |            |
| Ods   | Guy Mairesse                           | Privatnik                    | Talbot-Lago T26C  | 9     |            |
| Ods   | Philippe Étancelin                     | Automobiles Talbot Darracq   | Talbot-Lago T26C  | 8     |            |
| Ods   | Eugène Chaboud                         | Privatnik                    | Maserati 4CL      | 4     |            |

- Najhitrejši krog: Princ Bira 1:56.0